# Kotišina
Kotišina je naselje u sastavu Grada Makarske u Splitsko-dalmatinskoj županiji, smješteno podno litica Biokova. Nalazi se na 200m do 500 m nadmorske visine, 3 km jugoistočno od grada Makarske.
Kotišina je spomenuta u pisanoj ispravi 1434. godine, ali je naseljena još u brončanom dobu (2200. – 800.g. pr. Kr.). Arheološka istraživanja su 2018. g. u Velikom kaštelu potvrdila ostatke staništa iz brončanog doba (kulturni brončano-dobni sloj). U Kotišini sačuvani su autentični primjeri podbiokovske gradnje, tj. tradicionalne kamene kuće. Prema usmene predaje naziv Kotišina je nastao od riječi 'Kotao tišine', što je vrlo vjerojatno, jer u Kotišini se zaista čuje tišina.
Važni spomenici u Kotišini su Biokovski botanički vrt fra. Dr. Jure Radiča, Veliki kaštel, Crkva svetog Martina i Crkva svetog Ante.

## Znamenitosti
- Crkva sv. Andrije, zaštićeno kulturno dobro
- Crkva sv. Ante, zaštićeno kulturno dobro
- Crkva sv. Martina, zaštićeno kulturno dobro